# Staje (wieś)
Staje – wieś w Słowenii, w gminie Ig. W 2018 roku liczyła 133 mieszkańców.